# Rafael Scan
Valdemir Comparini mais conhecido como Rafael Scan (Terra Rica, 16 de março de 1980) é um cantor e compositor brasileiro.

## Carreira
Nascido no interior do Paraná, na cidade de Terra Rica, aos 11 anos de idade começou a trabalhar na roça, mas seu dom sempre foi a música.
Em 2001 aos 21 anos de idade gravou sua primeira música "A dança da cachaça" que ficou conhecida na região Sul do país. A partir daí montou sua banda com o nome de "Grupo Festança" fazendo apresentações pelo Brasil.
No ano de 2006 foi integrante da dupla "Luiz Ricardo e Rafael", dupla que se desfez mais tarde.
Em 2012 se lançou em carreira solo lançando algumas músicas, com destaque para "Vai Brasil", "A Mulherada Paga" e "Vou te acochar".
Em 2014 ganhou destaque nacional após sua música "Vai Brasil" ter sido uma das mais tocadas na Copa do Mundo FIFA de 2014 no Brasil, chegando em primeiro lugar nas plataformas de música.

Em 2015 gravou seu primeiro DVD "Ao Vivo em Terra Rica" com partipação da cantora Adryana Ribeiro e da diretora de TV Lucimara Parisi.
Ainda em 2015, sua música "Pulando a Janela" virou trilha sonora do programa Videoshow de Rede Globo. Com o sucesso foi convidado para participar de programas de auditórios consagrados, como o Programa Raul Gil no SBT.

## Discografia
- 2014 - Ao Vivo em Terra Rica
- 2018 - Sou Adorador